# Héctor Pederzoli
Héctor César Pederzoli (Ciudad de Buenos Aires, 15 de enero de 1933) es un futbolista argentino.

## Carrera
Jugó en las inferiores del club de su barrio y llegó a Primera con 20 años cumplidos, el 1° de agosto de 1953 ante Atlanta en Boyacá y Juan Agustín García. Jugó en ese año sus primeros 4 partidos con la casaca del equipo del cual era hincha fanático reemplazando a Nappe, quien se había lesionado un par de fechas atrás.
En 1954 Argentinos fue protagonista. Quería volver a Primera después de muchos años de frustraciones pero se encontró con Estudiantes de La Plata y debió esperar un año más. En esta temporada ocurrió un hecho fundamental en la vida de Argentinos. Orlando Nappe, half central titular indiscutido, habló con el director Técnico Carlos Calocero y le pidió que ponga a Pederzoli.
El Flaco jugaba en la misma posición que Nappe, pero este aceptó jugar como half izquierdo para conformar la línea media junto a Oscar Di Stéfano y ser inamovibles hasta 1959 inclusive. En ese 1954 Pederzoli le ganó el puesto a Reznik y solo faltó a unos pocos partidos que jugó Raúl Rodríguez. Tras el cambio de posiciones, el Flaco no faltó más.
1955 fue el gran año. Argentinos arrancó derecho y no soltó nunca la punta del campeonato. Di Stéfano, Pederzoli y Nappe jugaron los 34 partidos del torneo. Ese año nació el Tifón de Boyacá gracias al Diario El Líder tras golear a Argentino de Quilmes. Y Argentinos volvió a Primera tras vencer a Quilmes en La Paternal. 18 años después el Bicho gritaba campeón y se codeaba con los Grandes.
1956 fue un año de pelearla, pero finalmente Argentinos se quedó en Primera. Un año más tarde fue momento de las proezas. Argentinos vencería por primera vez en la Era Profesional a Boca y a River. Al Xeneize fue 1 a 0 en la Bombonera con gol de Tito Tedeschi. Al Millonario, campeón ese año, fue 4-1 en San Lorenzo con momentos de baile. En ambos Pederzoli dijo presente.
En 1958 algunas lesiones lo tuvieron a maltraer y jugó medio torneo, volviendo recién al final. Al año siguiente la línea media siguió dando cátedra hasta mitad de temporada. Cuando Di Stéfano se fue algo se rompió. Y tanto Nappe como Pederzoli dijeron adiós al equipo en el que dejaron su vida. El Flaco dejó Argentinos tras algo más de 6 años, totalizando 174 partidos, 3 goles y tan solo 2 expulsiones.
En 1960 tuvo su chance en River Plate. Un par de temporadas en el equipo de la banda roja, totalizando 14 partidos y anotando un gol. En 1962 firmó para Huracán, donde jugó 19 partidos hasta 1963. 

## Clubes
| Club                | País      | Año       |
| ------------------- | --------- | --------- |
| Argentinos Juniors  | Argentina | 1953-1959 |
| River Plate         | Argentina | 1960-1961 |
| Huracán             | Argentina | 1962-1963 |
| Danubio Fútbol Club | Uruguay   | 1964-1966 |

## Palmarés
| Título                            | Club                | País       | Año  |
| --------------------------------- | ------------------- | ---------- | ---- |
| Primera B Nacional                | Argentinos Juniors  | Argentina  | 1955 |
| Campeonato Panamericano de Fútbol | Selección Argentina | Costa Rica | 1960 |

Otros logros:
- Subcampeón de la Segunda División Argentina de 1954 con Argentinos Juniors.